# 厚叶藤春
厚叶藤春(学名：Alphonsea ventricosa)是一种属于番荔枝科藤春属的乔木，分布于印度、孟加拉国、缅甸、尼泊尔以及中国云南和西藏地区。

## 特征描述
厚叶藤春高度可达25米。其小枝呈灰褐色，密被褐色柔毛。叶片纸质，椭圆形或倒卵状长圆形，先端具尾尖，基部楔形。叶子两面除中脉微被柔毛外无毛，两面明显，网脉疏离。
花序与叶对生，有5-20朵花，花序梗极短，密被棕黑色短柔毛，中部以下有一卵状三角形苞片；花萼阔三角形，外面密被棕黑色短柔毛，内面近光滑；外轮花瓣卵形，外面密被棕黑色短柔毛，内面近光滑，内轮花瓣稍狭窄，卵状三角形；雄蕊长1.5-2毫米；心皮每朵花5-8枚，外面密被棕色至白色柔毛，每心皮有胚珠10-13颗。该植物的花期为3月。